# Diplocentrus mitchelli
Espèce
Diplocentrus mitchelli est une espèce de scorpions de la famille des Diplocentridae.

## Distribution
Cette espèce est endémique du Campeche au Mexique. Elle se rencontre dans la grotte Actún Halmensura.

## Description
Le mâle juvénile holotype mesure 13,75 mm. Ce scorpion est troglobie, ces yeux sont réduits.

## Étymologie
Cette espèce est nommée en l'honneur de Robert W. Mitchell.

## Publication originale
- Francke, 1977 : The genus Diplocentrus in the Yucatan Peninsula with description of two new troglobites (Scorpionida, Diplocentridae). Association for Mexican Cave Studies, Bulletin, vol. 6, p. 49-61.